# Şehzade Ahmed Kemaleddin

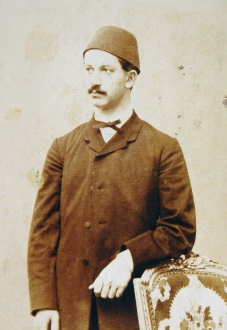
Şehzade Ahmed Kemaleddin in den 1870er Jahren

Şehzade Ahmed Kemaleddin (* 16. Juli 1848 in Istanbul; † 26. April 1905 ebenda) war ein osmanischer Prinz („Şehzade“) und Sohn von Sultan Abdülmecid I.

## Leben
Şehzade Ahmed Kemaleddin wurde 1848 im Çırağan-Palast in Istanbul als Sohn von Sultan Abdülmecid I. und der abchasischen Adligen Verdicenan Kadın geboren. Die Mutter war eine Tochter von Prinz Kaytuk Giorgi Achba und Prinzessin Yelizaveta Hanım. Ahmed Kemaleddin hatte eine drei Jahre ältere Schwester mit dem Namen Münire Sultan.
Kemaleddin und seine Brüder Şehzade Mehmed Reşad (der spätere Sultan Mehmed V.), Mehmed Burhaneddin und Ahmed Nureddin wurden 1856 mit großen Feierlichkeiten beschnitten. Nach Abdülmecids Tod im Jahr 1861 zogen Kemaleddin und seine Mutter in den Feriye-Palast.
Kemaleddin wurde wie seine Brüder Sultan Murad V. und Şehzade Ahmed Nureddin 1875 Mitglied der Freimaurerloge „Proodos“. Die Loge wurde 1867 im Istanbuler Stadtbezirk Beyoğlu gegründet und Teil der Grand Orient de France. Die Rituale der Loge wurden in Türkisch und Griechisch abgehalten.
Ahmed Kemaleddins einzige Frau war Fatma Sezadil Hanım. Sie war abchasischer Abstammung und wurde 1856 oder 1860 im Kaukasus geboren. Das Paar heiratete am 23. April 1876 im Dolmabahçe-Palast und bekam mit Atiyetullah Sultan und Münire Sultan zwei Kinder. Fatma starb am 9. Februar 1943 in Istanbul.
Nach der Entthronung von Sultan Murad am 30. August 1876 bestieg sein Halbbruder Abdülhamid II. den Thron und Ahmed Kemaleddin rückte auf Rang zwei in der Thronfolge vor. Murad und seine Familie wurden im Çırağan-Palast festgesetzt. Am 20. Mai 1878 wurde von Anhängern der Versuch unternommen, Murad zu befreien und wieder auf den Thron zu installieren. Kemaleddin und sein jüngerer Halbbruder Şehzade Selim Süleyman, seine Halbschwestern Fatma Sultan und Seniha Sultan und deren Ehemann Mahmud Celaleddin Pascha waren in die Verschwörung eingeweiht.
Die Beziehungen zwischen Abdülhamid II. und Kemaleddin waren schlecht, weshalb auch Kemaleddin den ehemaligen Sultan Murad wieder auf dem Thron sehen wollte. Es gibt Erzählungen, dass Kemaleddin in den Tagen, als Abdülhamid noch Prinz war, in finanzielle Schwierigkeiten geriet. Er bat den wohlhabenden Abdülhamid um Geld und übersandte Wertgegenstände als Sicherheit für einen Kredit. Doch Abdülhamid lehnte schroff ab. Kemaleddin fühlte sich angegriffen und seither soll die Beziehung zwischen den beiden Prinzen „unterkühlt“ gewesen sein. Allerdings war Kemaleddin auch ein Anhänger der liberalen Staatsreformen von Murad und hatte sich dafür eingesetzt.
Der Journalist, Aktivist und Reformer Ali Suavi, der die liberalen Reformen von Murad unterstützt hatte und sich gegen Abdülhamids konservative und autoritäre Politik wandte, stürmte 1878 mit einigen Getreuen den Palast und versuchte den Sultan zu töten, um Murad wieder auf den Thron zu bringen. Die Revolte scheiterte jedoch, weil die Aufständischen auf den heftigen Widerstand des Polizeipräfekten von Beşiktaş, Hacı Hasan Pascha, stießen. Ali Suavi und die meisten seiner Männer wurden getötet. In der Folge wurden die Sicherheitsvorkehrungen am Çırağan-Palast verschärft.
Ahmed Kemaleddin wurden Räume im Feriye-Palast zugeteilt, außerdem nutzte er ab 1876 gemeinsam mit Şehzade Mehmed Reşad die Räume des Kronprinzen im Dolmabahçe-Palast. Nach einem Erdbeben im Jahr 1894, bei dem die Residenz des Kronprinzen beschädigt worden war, wurden die beiden „Hareket-Pavillons“  errichtet. Kemaleddin wurde eine dieser Villen zugewiesen. Er erwarb außerdem den Vahdettin-Pavillon in Çengelköy am Bosporus. Abdülhamid kaufte diesen Besitz später für Prinz Mehmed Vahideddin, der später als Mehmed VI. den Thron bestieg.
Ahmed Kemaleddin wurde auf Anordnung von Abdülhamid II. am 26. April 1905 im Beşiktaş-Palast getötet. Er wurde in der Türbe von Yahya Efendi in Istanbul beigesetzt. Nach der Resolution von 1908, welche die Osmanische Verfassung wieder in Kraft setzte, wurde er posthum für seine Reformbemühungen geehrt.